# Playa de Legzira
Lagzira, Legzira, o Gzira, es una playa ubicada en Mirleft en la provincia de Sidi Ifni en la región de Guelmim-Río Noun en Marruecos.

## Descripción
La playa se encuentra unos 10 km al norte de la ciudad de Sidi Ifni, población más cercana a la playa. Se trata de un recurso turístico de importancia por sus valores paisajísticos y para la práctica del surf para la ciudad de  Sidi Ifni y la región de Guelmim-Oued Noun.

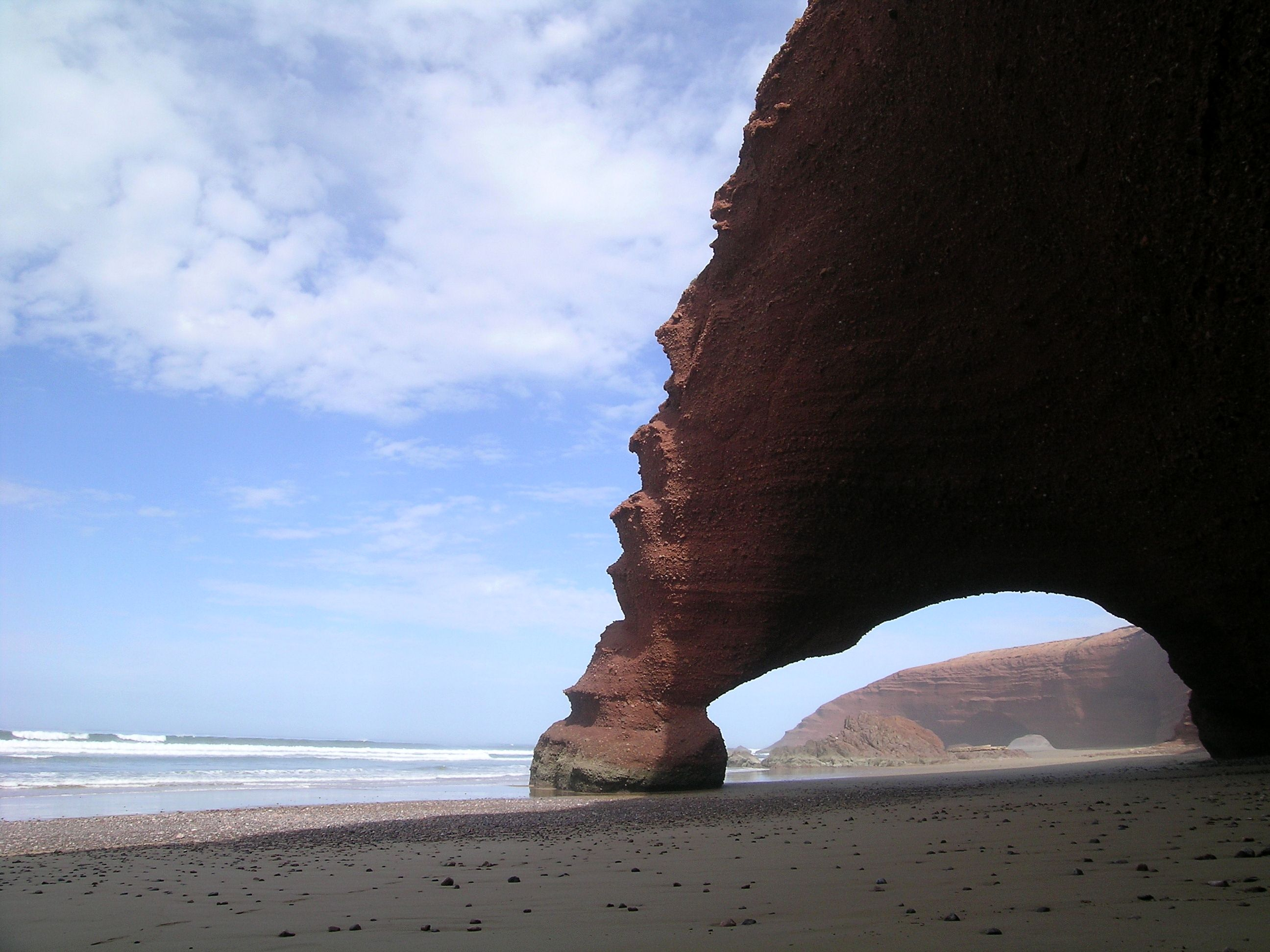
Arco gemelo desaparecido en 2016 por la erosión marítima

El entorno se caracteriza por un alto acantilado que dificulta su acceso y la escasa población en sus inmediaciones. En cuanto al litoral, señalar los vientos alisios y las brumas matinales. Además, la costa es poco profunda y dominada por fuertes corrientes, rompiendo las olas a bastante distancia de la playa. El material del que se compone el acantilado se denomina conglomerado rojo de Ifni, conglomerado de origen oligoceno.
En marzo de 2014, la revista La Nouvelle Tribune la ubicó entre las doce playas más hermosas del país. El 23 de septembre de 2016 se produjo el derrumbe de uno de los arcos debido a la erosión costera y el carácter  de los materiales que componen el acantilado de la playa que da lugar a los característicos arcos que se pueden transitar con la marea baja.